# Around the Fur
Albums de Deftones
Adrenaline
(1995) White Pony
(2000)
Singles
1. My Own Summer (Shove It)
Sortie : 1997
2. Be Quiet and Drive (Far Away)
Sortie : 1998

Around the Fur est le deuxième album studio du groupe californien de nu metal Deftones, sorti le 28 octobre 1997 par Maverick Records.
Sur cet album, les influences post-hardcore, bien qu'encore assez présentes, sont mises un peu plus en retrait, alors qu'apparaissent les premiers morceaux du groupe totalement en voix claire ainsi que des influences shoegazing.

## Liste des chansons
Toutes les chansons sont écrites et composées par Deftones.
| No  | Titre                                                                                | Durée |
| --- | ------------------------------------------------------------------------------------ | ----- |
| 1.  | My Own Summer (Shove It)                                                             | 3:35  |
| 2.  | Lhabia                                                                               | 4:11  |
| 3.  | Mascara                                                                              | 3:45  |
| 4.  | Around the Fur                                                                       | 3:31  |
| 5.  | Rickets                                                                              | 2:42  |
| 6.  | Be Quiet and Drive (Far Away)                                                        | 5:08  |
| 7.  | Lotion                                                                               | 3:57  |
| 8.  | Dai the Flu                                                                          | 4:36  |
| 9.  | Headup (avec Max Cavalera)                                                           | 5:12  |
| 10. | MX (contient deux chansons cachées : Bong Hit (19:32–19:55) et Damone (32:36–37:18)) | 37:18 |